# Nymphaster pentagonus
Nymphaster pentagonus är en sjöstjärneart som beskrevs av Hubert Lyman Clark 1916. Nymphaster pentagonus ingår i släktet Nymphaster och familjen ledsjöstjärnor. Inga underarter finns listade i Catalogue of Life.